# 렉스 린
렉스 린(Rex Linn, 1956년 11월 13일 ~ )은 미국의 배우이다.

## 출연 작품

### 영화
- 클리프행어 (1993)
- 롱 키스 굿 나잇 (1996)
- 브레이크다운 (1997)
- 장고: 분노의 추적자 (2012) - 테네시 해리 역
- Cupid's Proxy (2017)

### 텔레비전
- CSI: 마이애미 (2002-12)
- 웨이코 (2018)